# تفاح سيبولدي
تفاح سيبولدي (الاسم العلمي:Malus sieboldii) هو نوع من النباتات يتبع جنس التفاح من الفصيلة الوردية. تم وصف هذا النوع من النبات علمياً لأول مرة من قبل إدوارد أوغست فون ريغيل وألفرد ريدر سنة 1915. سمي هذا النوع نسبةً إلى عالم النبات الألماني فيليب فرانز فون سيبولد. المواطن الأصلية لهذا النبات هي مناطق شرق آسيا المعتدلة في الصين واليابان وكوريا.